# Chiesa di Santa Lucia (Fragiellis)
La chiesa di Santa Lucia è un edificio di culto situato a Fragiellis (UD).

## Storia
La chiesetta fu edificata nel Quattrocento. Durante la prima metà del XVIII secolo l'edificio fu più restaurato e, più precisamente, nel 1712 e nel 1735.
Poiché era stata danneggiata nel corso della prima guerra mondiale, la chiesa fu ristrutturata nel biennio 1919-20.